# مسجد آقا باباخان
مسجد آقا باباخان مربوط به دوره زند است و در شیراز، خیابان زند، شرق بازار وکیل واقع شده و این اثر در تاریخ ۲۵ اسفند ۱۳۷۹ با شمارهٔ ثبت ۳۴۲۳ به‌عنوان یکی از آثار ملی ایران به ثبت رسیده است.
ساخت محراب این مسجد توسط معماران توانمند ایرانی با استفاده از تکنیک کاشی‌ هفت‌رنگ، آجرکاری‌ رواق‌ها و کاشی‌کاری‌‌ جلوه بسیار زیبا و منحصر به فردی را به این مسجد داده است.
جستارهای وابسته
- فهرست آثار ملی ایران
- سازمان میراث فرهنگی، صنایع دستی و گردشگری